# علم الأوبئة الاقتصادي
علم الأوبئة الاقتصادي هو الحقل الذي يتقاطع فيه علم الأوبئة مع الاقتصاد. ومغزى ذلك هو في دمج حوافز السلوك الصحي واستجاباتها السلوكية المرافقة في السياق الوبائي لتشكيل فهم ٍأفضل حول كيفية انتقال الأمراض. حيث يُفترض في هذا الإطار أن يساعد على تحسين السياسة المنتهجة في الاستجابة للأمراض الوبائية من خلال منح صناع السياسة ومزودي الرعاية الصحية أدوات واضحة للتفكير حول كيفية تأثير بعض التصرفات على مقدار تفشي الأمراض. والسياق الرئيسي الذي أدى إلى ظهور هذا الحقل كان فكرة الاعتماد على الانتشار، أو التثبيط، والتي تفترض أنّ الأفراد يغيرون سلوكهم تبعاً لتغير انتشار المرض. على أية حال، يحيط علم الأوبئة بأفكار أخرى أيضاً من ضمنها دور العوامل الخارجية، الصفات المشتركة في الأمراض العالمية، وكيفية تأثير حوافز الأفراد على مردود وكلفة التدخلات الصحية.
علم الأوبئة الإستراتيجي هو أحد فروع علم الأوبئة الاقتصادي والذي يتبنى نظرة واضحة لنظرية الألعاب لتحليل التفاعل بين السلوك الفردي وديناميكا الأمراض السكانية الواسعة.

## الاعتماد على الانتشار
إنّ انتشار مرض ٍمعد ٍيُعد ظاهرة تحدث على مستوىً سكاني. إلا أنّ القرارات بمنع أو معالجة مرض ما تتم بشكلٍ نموذجيٍ من خلال أفراد قد يغيرون من سلوكياتهم خلال الوباء. خصوصاً إن كان تصور المخاطر يتغير اعتماداً على المعلومات المتاحة لديهم عن الوبائيات، فإنّ قراراتهم حينها سيكون لها تبعات على المستوى السكاني. على سبيل المثال، قد يختار أحد الأفراد ممارسة الجنس غير الآمن، أو قد يصف أحد الأطباء مضادات حيوية لأحد الأفراد من دون التحقق من عدوى بكتيرية مؤكدة. ففي كلتا الحالتين، قد يكون الخيار عقلانياً من وجهة النظر الفردية إلا أنه غير محبذ من وجهة النظر المجتمعية.
يتطلب الحد من انتشار مرض ما على المستوى السكاني تغييراً في السلوك الفردي لدى الأفراد، والذي بدوره يعتمد على ماهية المعلومات التي يمتلكها الأفراد عن مستوى المخاطرة. فعندما تكون المخاطرة منخفضة فإنّ الناس يميلون لإهمالها. على أية حال، عندما تكون المخاطرة عالية، فإنّ الأفراد يميلون أكثر لإتخاذ اجراءات وقائية. أكثر من ذلك، كلما زادت انتقالية العامل الممرض، فإنّ الحافز الشخصي لاستثمارات السيطرة عليه يصبح أعظم. والعكس أيضاً صحيح، فإن كان هناك مستوى مخاطرة أقل للمرض إما بسبب اللقاح أو بسبب الانتشار القليل، فإنّ الأفراد قد يزيدون سلوك انتهاج المخاطرة لديهم. وهذا التأثير مماثل لما هو في مقدمة تعليمات الأمان، مثلما يحدث بالنسبة لأحزمة مقاعد السيارات، والتي بسبب كونها خافضة لتكلفة الحوادث فيما يتعلق بالإصابات والوفيات المتوقعة، فإنها قد تؤدي بالأفراد إلى قسادة أقل حذراً من ثم اصابات طفيفة وزيادة في التصادمات غير القاتلة والتي كلها عبارة عن مساوئ تؤدي إلى معادلة إيجابيات استخدام أحزمة المقاعد.
يقدم السلوك المعتمد على الانتشار اختلافاً حاسماً بالنظر إلى الطريقة التي يستجيب من خلالها الأفراد لزيادة انتشار مرض ما. فعندما يكون السلوك خارجي المنشأ، أو كانت الاستجابات السلوكية غير مرنة بالنظر إلى مستوى انتشار الوباء، فإنّ خطر الإصابة بالعدوى لكل فرد في مجتمع سريع التأثر يزيد بزيادة انتشار المرض. على النقيض من ذلك، عندما يكون السلوك ذاتي المنشأ ومرناً، فإنّ المضيفين يستطيعون التصرف لتقليل نسبة مخاطرتهم. فإن كانت استجاباتهم قوية بشكل ٍكافٍ، فإنّهم يستطيعون التقليل من المخاطرة لكل فرد والتعديل في زيادات مخاطرات العدوى المرتبطة باتساع انتشار المرض. وبدلاً من ذلك، فقد يقود الضعف في ادراك المخاطرة، إما بسبب قلة الانتشار أو بسبب تلقي لقاح، إلى زيادة في سلوكيات المخاطرة. على سبيل المثال، النماذج التي تفترض أنّ تقديم تقنية المعالجة العالية النشاط بالفيروس المعادي العكسي (HAART)، والتي خفضت بشكل ٍ ملموس من الحالات المرضية ومعدل الوفيات المرتبطة بفيروس الإيدز، قد تقود إلى زيادة حوادث الإصابة بفيروس الإيدز بسبب أنّ إدراك خطورة مرض الإيدز والفيروس المسبب له قد قلّ. 

يفترض التحليل الأخير أنّ إمكانية انخراط شخص في ممارسة الجنس غير الآمن ترتبط بتحليله الشخصي للمخاطرة. فبالنسبة لأولئك المقتنعين بأنّ تلقي العلاج بتقنية (HAART) أو يتلقون جرعة فيروسية غير محددة واقية من انتشار فيروس الإيدز، أو حتى أولئك الذين قللوا من مخاوفهم حول الانخراط في الجنس غير الآمن بتلقي الـ (HAART)كانوا أكثر ميلاً للانخراط في ممارسة الجنس غير الآمن بغض النظر عن حالة فيروس الإيدز.

يمكن للاستجابة السلوكية أن تحوي نتائج هامة لتوقيت التدخلات العامة، وذلك بسبب أنّ الانتشار والمعونات المادية العامة قد تتنافسان في سبيل حث السلوك الوقائي. بكلماتٍ أخرى، إن كان بمقدور الانتشار حثّ نفس نوع السلوك الوقائي كالمعونات المادية العامة مثلاً، فإنّ هذه المعونات ستصبح غير ذات علاقة بسبب أنّ الناس سوف يختارون حماية أنفسهم عندما يكون انتشار المرض واسعاً وذلك بغض النظر عن الإعانة المادية، حيث يمكن للإعانات المادية أن لا تقدم المساعدة حينما تُقدّم بشكل ٍ نموذجي. 

على الرغم من أنّ الأمراض المنقولة جنسياً هي أهداف منطقية لاختبار دور السلوك البشري في نموذج إطار العمل، فإنّ التصرفات الفردية كذلك مهمة للأمراض المعدية الأخرى. فالسرعة التي يقلل بها الناس مستوى تواصلهم مع بعضهم البعض خلال تفشي مرض معدٍ للغاية، يمكن أن تؤثر بشكلٍ جوهريٍ في انتشار المرض. وحتى التقليل البسيط من معدل التواصل يمكن أن يُحدث فرقاً، خصوصاً مع أمراض مثل الإنفلونزا، السارس. على كل حال، بهذا الأمر أيضاً تأثير على التخطيط السياسي في حال حدوث هجوم بيولوجي لمرض ما مثل الجدري. 

الاستجابات السلوكية الفردية في التدخلات للأمراض غير المنقولة جنسياً هي أيضاً مهمة. على سبيل المثال، يمكن للرش الجماعي لخفض عدوى مرض
الملاريا أن يقلل من التأثيرات التهيّجية لعضات البعوض المزعج ما يؤدي إلى التقليل من الاستعمال الشخصي لشبكات الوقاية من الحشرات. يُكافح علم الأوبئة الاقتصادي لدمج هذه الأنواع من الاستجابات السلوكية في نماذج علم وبائية لتقوية خدمة النموذج في تقييم اجراءات السيطرة.

## التلقيح
يشكل التلقيح حالة كلاسيكية من المعضلات الاجتماعية. فقد يكون تعارض المصالح بين المكاسب الخاصة للأفراد والمكاسب الجماعية للمجتمع تأثيره على إتمام سياسة التلقيح. على سبيل المثال، لقد وُجد في تحليل مقدمة افتراضية للقاح يمكن له أن يُخفَض (مع ذلك لا يزيل) خطورة التقاط فيروس الإيدز، أنّ المستويات الفردية لسلوك المخاطرة شكلت مانعاً هاماً للتخلص من هذا الفيروس، ذلك أنّ تغييرات طفيفة في السلوك يمكن لها في الواقع أن تزيد من انتشار الفيروس حتى لو كان اللقاح ذو فعالية كبيرة. قد تكون هذه النتائج وغيرها ساهمت في اتخاذ قرار بعدم فتح المجال لتوزيع لقاحات ذات تأثير نصفي..

تقود المصلحة والخيار الفرديين بالعادة إلى معدل استهلاك للقاحات أقل مما يتطلبه الاكتفاء المجتمعي، ذلك أنّ الأفراد لا يضعون في اعتبارهم بالعادة منافع الغير. بالإضافة إلى ذلك، يقترح السلوك المعتمد على الانتشار كيف أنّ تقديم لقاح يؤثر على انتشار المرض. فكلما زاد انتشار المرض، سيطالب الناس بأخذ الطعومات. وكلما قلّ الانتشار، قلّ الحافز، وبذلك الطلب، وسيتقاعس الناس سامحين بذلك لحساسية المجتمع السكاني بالازدياد إلى الحد الذي يعيد فيه المرض غزوه من جديد. وبما أنّ اللقاح غير مجاني، سواءً من الناحية المالية أو من ناحية الآثار الجانبية الحقيقية أو المدركة، سيكون الطلب على اللقاح غير كافٍ لدفع أثمان اللقاح في مرحلة ٍ ما، ما يؤدي إلى بقاء بعض الناس من دون لقاحات. وإن كان المرض معدياً، فإنه يمكن له إعادة الانتشار ثانيةً في صفوف الأفراد غير الملقحين.بهذه الطريقة يتضح أنه من غير الممكن استئصال مرض قابل للمنع اعتماداً على التلقيح من خلال لقاحات تطوعية إن كان الأفراد يتصرفون وفقاً لمصالحهم الخاصة.

## قراءات إضافية
- توماس فيليبسون: علم الأوبئة الاقتصادي. قاموس بلغرف الجديد في الاقتصاد على الإنترنت. بلغرف ماكميللان. مُسترجع 1\1\2011
- غيرسوفيتس همر 2003 (الأمراض المعدية، السياسة العامة، والزواج بين الاقتصاد وعلم الأوبئة الاقتصادي). مراقب بحث البنك الدولي 18: 129 - 157. معرف الوثيقة الرقمية: http://wbro.oxfordjournals.org/content/18/2/129
- ساديك (2006). «التقاطع ما بين الحرية الفردية والمسؤولية الجماعية: وجهة نظر اقتصادية في علم الوباء الاقتصادي».نماذج بارزة في علم الوباء الاقتصادي 3: 12 معرف الوثيقة الرقمية: http://www.ete-online.com/content/3/1/12